# Мирослав Талијан
Мирослав Талијан (Смедеревска Паланка, 10. август 1970) је бригадни генерал Војске Србије. Тренутни је командант 72. бригаде за специјалне операције и бивши начелник Војне Академије.

## Образовање
- Високе студије безбедности и одбране, 2016.
- Докторска дисертација на Војној академији, 2008.
- Специјалистичке академске студије на Факултету политичких наука, 2004.
- Постдипломске студије и магистарски рад на Факултету безбедности, 2003.
- Командно-штабно усавршавање, 2003.
- Војна академија копнене војске, смер пешадија, 1993.
- Војна гимназија, 1989.

## Радно искуство
- Командант 72. бригаде за специјалне операције
- Командант Специјалне бригаде
- Начелник Војне академије
- Начелник Школе националне одбране
- Начелник на Катедри стратегије у Школи националне одбране
- Руководилац постдипломских студија и усавршавања у Школи националне одбране
- Руководилац Групе за операцију тактичког нивоа на Катедри оператике
- Наставник на Катедри оператике
- Самостални референт у Управи за обуку (Ј-7)
- Заменик команданта Противтерористичког одреда Кобре
- Помоћник команданта у Одсеку за оперативно-наставне послове и обуку
- Командант Батаљона за противтерористичка дејстава
- Командир падобранске чете, Батаљон за противтерористичка дејстава
- Командир одељења у чети војне полиције Батаљон за противтерористичка дејстава
- Командир вода у чети војне полиције, 25. батаљон војне полиције
- Командир вода у падобранско-извиђачкој чети
- Командир вода у чети војне полиције

## Напредовање
- потпоручник, 1993. године
- поручник, 1996. године
- капетан, 1998. године
- капетан прве класе, 1999. године
- мајор, 2003. године, ванредно
- потпуковник, 2007. године
- пуковник, 2011. године
- бригадни генерал, 2018. године